# Reprezentacja Kanady w piłce nożnej mężczyzn
Reprezentacja Kanady w piłce nożnej mężczyzn – drużyna piłkarska reprezentująca Kanadę w zawodach międzynarodowych. Za jej funkcjonowanie odpowiedzialna jest Canadian Soccer Association, organ zarządzający piłką nożną w Kanadzie. W reprezentacji mogą występować wyłącznie zawodnicy posiadający obywatelstwo kanadyjskie.
Reprezentacja Kanady zdobyła Złoty Puchar CONCACAF w 1985, oraz 2000 roku. Dzięki temu drugiemu zwycięstwu wystąpiła w Pucharze Konfederacji 2001 jednak pożegnała się z tymi rozgrywkami już po fazie grupowej.
W Mistrzostwach Ameryki Północnej zdołała trzykrotnie jeszcze zająć trzecie miejsce (2002, 2007 i 2021), oraz dojść do ćwierćfinału (2009, 2017).
Kanadyjczycy zakwalifikowali się do finałów Mistrzostw Świata po raz pierwszy w 1986. Nie zdobyli wtedy nawet jednego gola i przegrali wszystkie mecze (z Francją 0:1, Węgrami oraz Związkiem Radzieckim po 0:2), z zerowym dorobkiem punktowym zajmując ostatnie miejsce i odpadając z turnieju już po fazie grupowej. W 2022 roku po 36 latach przerwy Kanada zakwalifikowała się na mistrzostwa świata w Katarze. W 2026 roku Kanada wraz ze Stanami Zjednoczonymi i Meksykiem zorganizuje piłkarskie mistrzostwa świata, tym samym zapewni sobie udział na mistrzostwach świata.
Selekcjonerem reprezentacji Kanady od 14 maja 2024 roku jest Jesse Marsch.
Obecnie (stan na 1 listopada 2021) Kanada zajmuje 3. miejsce w strefie CONCACAF.

## Mistrzostwa Świata 1986 – Faza grupowa

### Grupa C
| Zespół  | M | W | R | P | Br+ | Br− | +/− | Pkt |
| ------- | - | - | - | - | --- | --- | --- | --- |
| ZSRR    | 3 | 2 | 1 | 0 | 9   | 1   | +8  | 5   |
| Francja | 3 | 2 | 1 | 0 | 5   | 1   | +4  | 5   |
| Węgry   | 3 | 1 | 0 | 2 | 2   | 9   | −7  | 2   |
| Kanada  | 3 | 0 | 0 | 3 | 0   | 5   | −5  | 0   |

## Mistrzostwa Świata 2018 – Kwalifikacje
4 Runda

### Grupa A
| Lp. | Drużyna  | M | Mecze | Mecze | Mecze | Bramki | Bramki | Bramki | Pkt |
| Lp. | Drużyna  | M | W     | R     | P     | +      | −      | +/−    | Pkt |
| --- | -------- | - | ----- | ----- | ----- | ------ | ------ | ------ | --- |
| 1.  | Meksyk   | 6 | 5     | 1     | 0     | 13     | 1      | +12    | 16  |
| 2.  | Honduras | 6 | 2     | 2     | 2     | 6      | 6      | 0      | 8   |
| 3.  | Kanada   | 6 | 2     | 1     | 3     | 5      | 8      | −3     | 7   |
| 4.  | Salwador | 6 | 0     | 2     | 4     | 4      | 13     | −9     | 2   |

## Udział w międzynarodowych turniejach
| \| Udział w mistrzostwach świata \| Udział w mistrzostwach świata \| Udział w mistrzostwach świata \| \| Rok \| Kwalifikacje \| Wynik \| \| ----------------------------- \| ----------------------------- \| ----------------------------- \| \| 1930 \| Nie brała udziału \| Nie brała udziału \| \| 1934 \| Nie brała udziału \| Nie brała udziału \| \| 1938 \| Nie brała udziału \| Nie brała udziału \| \| 1950 \| Nie brała udziału \| Nie brała udziału \| \| 1954 \| Nie brała udziału \| Nie brała udziału \| \| 1958 \| Nie zakwalifikowała się \| Nie zakwalifikowała się \| \| 1962 \| Nie brała udziału \| Nie brała udziału \| \| 1966 \| Nie brała udziału \| Nie brała udziału \| \| 1970 \| Nie zakwalifikowała się \| Nie zakwalifikowała się \| \| 1974 \| Nie zakwalifikowała się \| Nie zakwalifikowała się \| \| 1978 \| Nie zakwalifikowała się \| Nie zakwalifikowała się \| \| 1982 \| Nie zakwalifikowała się \| Nie zakwalifikowała się \| \| 1986 \| Awans \| Faza grupowa \| \| 1990 \| Nie zakwalifikowała się \| Nie zakwalifikowała się \| \| 1994 \| Nie zakwalifikowała się \| Nie zakwalifikowała się \| \| 1998 \| Nie zakwalifikowała się \| Nie zakwalifikowała się \| \| 2002 \| Nie zakwalifikowała się \| Nie zakwalifikowała się \| \| 2006 \| Nie zakwalifikowała się \| Nie zakwalifikowała się \| \| 2010 \| Nie zakwalifikowała się \| Nie zakwalifikowała się \| \| 2014 \| Nie zakwalifikowała się \| Nie zakwalifikowała się \| \| 2018 \| Nie zakwalifikowała się \| Nie zakwalifikowała się \| \| 2022 \| Awans \| Faza grupowa \| \| 2026 \| Gospodarz \| \| | - 1991 – Faza Grupowa - 1993 – Faza Grupowa - 1996 – Faza Grupowa - 1998 – Wycofała się - 2000 – Mistrzostwo - 2002 – III Miejsce - 2003 – Faza Grupowa - 2005 – Faza Grupowa - 2007 – III Miejsce - 2009 – Ćwierćfinał - 2011 – Faza Grupowa - 2013 – Faza Grupowa - 2015 – Faza Grupowa - 2017 – Ćwierćfinał - 2019 – Ćwierćfinał - 2021 – III Miejsce |                         |
| Udział w mistrzostwach świata | |                         |
| Rok | Kwalifikacje | Wynik                   |
| 1930 | Nie brała udziału | Nie brała udziału       |
| 1934 | Nie brała udziału | Nie brała udziału       |
| 1938 | Nie brała udziału | Nie brała udziału       |
| 1950 | Nie brała udziału | Nie brała udziału       |
| 1954 | Nie brała udziału | Nie brała udziału       |
| 1958 | Nie zakwalifikowała się | Nie zakwalifikowała się |
| 1962 | Nie brała udziału | Nie brała udziału       |
| 1966 | Nie brała udziału | Nie brała udziału       |
| 1970 | Nie zakwalifikowała się | Nie zakwalifikowała się |
| 1974 | Nie zakwalifikowała się | Nie zakwalifikowała się |
| 1978 | Nie zakwalifikowała się | Nie zakwalifikowała się |
| 1982 | Nie zakwalifikowała się | Nie zakwalifikowała się |
| 1986 | Awans | Faza grupowa            |
| 1990 | Nie zakwalifikowała się | Nie zakwalifikowała się |
| 1994 | Nie zakwalifikowała się | Nie zakwalifikowała się |
| 1998 | Nie zakwalifikowała się | Nie zakwalifikowała się |
| 2002 | Nie zakwalifikowała się | Nie zakwalifikowała się |
| 2006 | Nie zakwalifikowała się | Nie zakwalifikowała się |
| 2010 | Nie zakwalifikowała się | Nie zakwalifikowała się |
| 2014 | Nie zakwalifikowała się | Nie zakwalifikowała się |
| 2018 | Nie zakwalifikowała się | Nie zakwalifikowała się |
| 2022 | Awans | Faza grupowa            |
| 2026 | Gospodarz |                         |

## Aktualny skład
Kadra na mecze eliminacji do Mistrzostw Świata 2022 przeciwko reprezentacji Kostaryki i Meksyku, które odbyły się 12 i 16 listopada 2021. Występy i gole aktualne na 19 listopada 2021.
| Nr         | Imię i nazwisko   | Data urodzenia       | Występy   | Gole1     | Obecny klub             |
| Bramkarze  | Bramkarze         | Bramkarze            | Bramkarze | Bramkarze | Bramkarze               |
| ---------- | ----------------- | -------------------- | --------- | --------- | ----------------------- |
| 1          | James Pantemis    | 21 lutego 1997       | 0         | 0         | CF Montréal             |
| 16         | Maxime Crépeau    | 11 kwietnia 1994     | 14        | 0         | Vancouver Whitecaps FC  |
| 18         | Milan Borjan      | 23 października 1987 | 58        | 0         | Crvena zvezda           |
| Obrońcy    |                   |                      |           |           |                         |
| 2          | Alistair Johnston | 8 sierpnia 1998      | 18        | 1         | Nashville SC            |
| 3          | Sam Adekugbe      | 16 stycznia 1995     | 24        | 0         | Hatayspor               |
| 4          | Kamal Miller      | 16 maja 1997         | 18        | 0         | CF Montréal             |
| 5          | Steven Vitória    | 11 stycznia 1987     | 28        | 2         | Moreirense              |
| 15         | Doneil Henry      | 20 kwietnia 1993     | 41        | 1         | Suwon Samsung Bluewings |
| 22         | Richie Laryea     | 7 stycznia 1995      | 22        | 1         | Toronto FC              |
| 23         | Derek Cornelius   | 25 listopada 1997    | 14        | 0         | Panetolikos             |
| Pomocnicy  |                   |                      |           |           |                         |
| 6          | Samuel Piette     | 12 listopada 1994    | 60        | 0         | CF Montréal             |
| 7          | Stephen Eustáquio | 21 grudnia 1996      | 18        | 3         | Paços de Ferreira       |
| 8          | David Wotherspoon | 16 stycznia 1990     | 10        | 1         | St. Johnstone           |
| 10         | Jonathan Osorio   | 12 czerwca 1992      | 49        | 7         | Toronto FC              |
| 13         | Atiba Hutchinson  | 8 lutego 1983        | 90        | 8         | Beşiktaş                |
| 14         | Mark-Anthony Kaye | 2 grudnia 1994       | 30        | 2         | Colorado Rapids         |
| 19         | Alphonso Davies   | 2 listopada 2000     | 30        | 10        | Bayern Monachium        |
| Napastnicy |                   |                      |           |           |                         |
| 9          | Lucas Cavallini   | 28 grudnia 1992      | 28        | 16        | Vancouver Whitecaps FC  |
| 11         | Tajon Buchanan    | 8 lutego 1999        | 16        | 3         | New England Revolution  |
| 12         | Iké Ugbo          | 21 września 1998     | 1         | 0         | Genk                    |
| 17         | Cyle Larin        | 17 kwietnia 1995     | 44        | 22        | Beşiktaş                |
| 20         | Jonathan David    | 14 stycznia 2000     | 24        | 18        | Lille                   |
| 21         | Liam Millar       | 27 września 1999     | 14        | 0         | Basel                   |

## Rekordziści
| Lp. | Zawodnik          | Lata gry w kadrze | Mecze | Bramki |
| --- | ----------------- | ----------------- | ----- | ------ |
| 1.  | Atiba Hutchinson  | 2003–             | 90    | 8      |
| 2.  | Julian de Guzman  | 2002–2016         | 89    | 4      |
| 3.  | Paul Stalteri     | 1997–2010         | 84    | 7      |
| 4.  | Randy Samuel      | 1983–1997         | 82    | 0      |
| 5.  | Dwayne De Rosario | 1998–2015         | 81    | 22     |
| 6.  | Mark Watson       | 1991–2004         | 78    | 3      |
| 7.  | Lyndon Hooper     | 1986–1997         | 68    | 3      |
| 8.  | Alex Bunbury      | 1986–1997         | 66    | 16     |
| 9.  | Kevin McKenna     | 2000–2015         | 63    | 10     |
| 9.  | Nick Dasovic      | 1992–2004         | 63    | 2      |

| Lp. | Zawodnik          | Lata gry w kadrze | Bramki | Mecze |
| --- | ----------------- | ----------------- | ------ | ----- |
| 1.  | Cyle Larin        | 2014–             | 22     | 44    |
| 1.  | Dwayne De Rosario | 1998–2015         | 22     | 81    |
| 3.  | John Catliff      | 1984–1994         | 19     | 44    |
| 3.  | Dale Mitchell     | 1980–1993         | 19     | 55    |
| 5.  | Jonathan David    | 2018–             | 18     | 24    |
| 6.  | Tosaint Ricketts  | 2011–             | 17     | 61    |
| 7.  | Lucas Cavallini   | 2012–             | 16     | 28    |
| 7.  | Alex Bunbury      | 1986–1997         | 16     | 66    |
| 9.  | Ali Gerba         | 2005–2011         | 15     | 30    |
| 10. | Junior Hoilett    | 2015–             | 13     | 39    |